# جونغ وو يونغ
جونغ وو يونغ (بالكورية: 정우영)‏ (و. 1989  م) هو لاعب كرة قدم، من كوريا الجنوبية، ولد في أولسان، شارك في ألعاب أولمبية صيفية 2012، وكأس العالم لكرة القدم 2018، يلعب كلاعب وسط.

## وصلات خارجية
- جونغ وو يونغ على موقع الاتحاد الدولي (مؤرشف)  (الإنجليزية)
- جونغ وو يونغ على موقع رابطة كرة القدم اليابانية للمحترفين (اليابانية)
- جونغ وو يونغ على موقع قاعدة بيانات كرة القدم.إي يو (الإنجليزية)
- جونغ وو يونغ على موقع ناشيونال فوتبول تيمز (الإنجليزية)
- جونغ وو يونغ على موقع Soccerway.com (الإنجليزية)
- جونغ وو يونغ على موقع عالم كرة القدم.نت (الإنجليزية)
- جونغ وو يونغ على موقع كووورة
- جونغ وو يونغ على موقع أوليمبيديا (الإنجليزية)

 (بالإنجليزية) (بالإنجليزية)
- اللاعب جونغ وو يونغ على موقع كووورة.